# Carrer Major (el Masroig)
El Carrer Major és un carrer catalogat com a monument del municipi del Masroig (Priorat) inclòs en l'Inventari del Patrimoni Arquitectònic Català.

## Descripció
El carrer principal, artèria de la trama urbana, clarament dividit en dues parts per la plaça de l'església. El primer tram comprèn des de la Plaça de la Vila fins a la plaça de l'Església i hom hi troba sectors diferenciats. En termes generals, serpenteja i davalla des de la primera fins a la segona plaça. El primer subsector és estret, sense voreres i cimentat, amb cases antigues (núm. 2) i restes de murs, perxes i portes. Després, en el segon subsector, s'eixampla i, atípicament, té llambordes i voreres de grans lloses de pedra. És aquest el tram més típic, amb grans cases pairals del segle xix, algunes amb característiques més aviat urbanes que rurals. Passada la Plaça de l'Església, s'eixampla considerablement amb cases més noves (segles XIX-XX), asfaltat, i acaba a l'Avinguda de l'Onze de Setembre, malgrat semblar continuar. Ultra les cases fitxades separadament, cal citar les números 32, 40 (amb un relleu d'una maceta), 85 (del 1857) i 97, com a construccions que presenten un cert interès.

## Història
El desenvolupament del carrer Major ha de ser pres en funció del creixement de la trama urbana a partir de l'antic sector centrat a la plaça de la Vila. Així, d'un petit carrer es passà al llarg del segle xviii, a una important artèria on es construeixen les més importants i representatives cases del poble. L'asfaltat i cimentat corresponen a les darreres dècades, en tant la urbanització de llambordes i voreres és netament anterior.